# Ливија Друзила
Ливија Друзила, позната и као Јулија Августа после 14. године наше ере (лат: Livia Drusilla, Iulia Augusta, (58. п. н. е. — 29. н. е.) била је трећа супруга првог римског цара Августа и вероватно једна од најмоћнијих жена у старом Риму. Ливија је била и мајка цара Тиберија, бака војсковође Германика и његовог брата цара Клаудија, прабака цара Калигуле и чукунбака цара Нерона. Клаудије је у време своје владе деификовао Ливију признајући јој титулу августе коју ће носити многе касније римске царице.
Ливија је остала позната по великом утицају који је имала на Августа и великом угледу у римском друштву. У многим уметничким делима, литератури и на филму, Ливија је приказана као амбициозна и бескрупулозна жена.

## Биографија

### Младост и први брак
Ливија се родила 30. јануара 58. п. н. е. у браку Марка Ливија Друза Клаудијана и Ауфидије. Клаудијан је био ватрени републиканац и извршио је самоубиство 42. п. н. е. године након пораза цезароубица у бици код Филипа. Ауфидија је са друге стране била ћерка Ауфидија Луркона, припадника једне угледне плебејске породице. Пошто је уз Ливијино првобитно име ишао и деминутив Друзила највероватније је била млађа ћерка у породици.
Ливија је 42. п. н. е. по очевој жељи удата за свог даљег рођака Тиберија Клаудија Нерона који је по политичким уверењима био близак Клаудијану. Након Клаудијановог самоубиства, Ливијин супруг се придружио Марку Антонију у даљим борбама против Октавијана. Најзад, пред проскрипцијама које је Октавијан увео у Италији 40. године, Тиберије Клаудије Нерон и његова породица су побегли на Сицилију под заштиту Секста Помпеја.
Касније су Ливија, њен муж и двогодишњи син, Тиберије, напустили Сицилију и отишли у Грчку.

### Удаја за Октавијана
Ливија и њена породица су се вратили из Грчке у Италију 39. п. н. е. године када је проглашена општа амнестија. Ливија је већ била мајка будућег цара Тиберија (рођ. 42. п. н. е.) и у време повратка у Италију била је у другом стању са Друзом Старијим. У то време су је упознали са Октавијаном који се по легенди одмах заљубио у њу, иако је већ био ожењен рођаком Секста Помпеја, Скрибонијом. Према тврдњама античког историчара Касија Диона, Октавијан се развео од Скрибоније истог дана када му је она родила ћерку Јулију. Отприлике у исто време, када је Ливија већ била у шестом месецу трудноће, Октавијан је присилио Клаудија Нерона да пристане на развод. Ливија је родила другог сина 14. јануара 38. године и већ 17. јануара се, супротно обичајима, удала за Октавијана. Тиберије Клаудије Нерон је био присутан на свадби и предао је младу Октавијану баш као што би и отац учинио (Дион Касије,48.44.1-3). Са друге стране, венчање је могло бити диктирано и политичким значајем подршке рода Клаудија Октавијановој страни, као и потребом за политичким опстанком породичног огранка Клаудија Нерона. Октавијан и Ливија су ипак остали у браку више од педесет година, све до његове смрти. Сопствене деце нису имали и познато је да је Ливија једном имала побачај. Ипак, увек је уживала статус привилегованог саветника свог супруга, утичући на његову политику и апелујући на њега у корист других што је била традиционална улога жена у строго патријархалном римском друштву.

### Римска царица
Након пораза Марка Антонија у бици код Акцијума 31. п. н. е., Октавијан је успоставио нови политички поредак познат као принципат. Формално република, а у пракси монархија, Октавијан је у ствари утемељио Римско царство и под именом Цезар Август постао његов први цар. Један од циљева Августове политике била је и морална обнова, обнова старих вредности који су узнели Рим у светску силу. Једна од тих запостављених вредности била је и породица тако да су Август и Ливија важили за пример. Упркос неизмерној моћи и богатству, царска породица је скромно живела у Августовој кући на Палатину. Ливија је била узорна римска матрона (супруга), која се у јавности никада није појављивала у раскошној одећи или са екстравагантним накитом. Поред тога водила је бригу о царском домаћинству, лично плела одећу за свог супруга и није се освртала на његово ноторно женскарење остајући му увек верна и посвећена.
Нешто пре успостављања принципата, Октавијан је 35. п. н. е. учинио дотада нечувену почаст Ливији подигавши јавну статуу у њену част и дозволивши јој да самостално располаже својим финансијама. Она је сада имала сопствени круг клијената а међу њеним штићеницима којима је омогућила да врше високе функције били су Марко Салвије Отон, деда будућег цара Отона, и будући цар Галба.
Поред тога, Ливија је била и амбициозна мајка која се трудила да обезбеди престижне положаје својим синовима Друзу и Тиберију. Друз Старији је ожењен Августовом омиљеном сестричином Антонијом Млађом и остао је упамћен као способан војсковођа који је освојио велика подручја у Германији. Друз и Антонија имали су троје деце, Германика, Ливилу и будућец цара, Клаудија. 
Тиберије се оженио Августовом једином ћерком Јулијом 11. п. н. е. и после много несугласица цар га је адоптирао 4. године наше ере и тиме га означио као свог наследника. Тиберијев и Јулијин брак био је несрећан а Јулија је напослетку прогнана због прељубе.
Пошто није имао синова, Август је током читаве владе покушавао да себи одабере поверљивог наследника. Његов први избор био је његов сестрић, Марко Клаудије Марцел који је изненада умро 23. п. н. е. По Риму су се рашириле гласине да Марцел није умро природном смрћу и да је Ливија узроковала његову смрт. Поред тога, Августови унуци, синови Јулије и прослављеног војсковође Марка Випсанија Агрипе су помрли један за другим. Август је усинио своје унуке Гаја и Луција Цезара и рано их је увео у јавни живот планирајући да њих припреми за наследнике. Луције је међутим умро 2. године у Галији од неке болести, а Гај 4. године од ране задобијене у походу на Јерменију. Њихов млађи брат, Агрипа Постум је 6. или 7. протеран на острво Плансију и није преживео смрт свог деде Августа 14. године. Историчар Тацит је сматрао да Ливија није била невина по питању ових смрти, док исте оптужбе касније преноси и Касије Дион Биограф Светоније, који је био склон сензационализму, ипак није поменуо Ливијину умешаност иако је имао приступ званичним царским документима. Већина данашњих историчара одбацује ове тезе. Далеко мање вероватно делују и гласине које су забележили Тацит и Дион Касије о томе како је Ливија на крају уклонила и свог супруга Августа. По Диону Касију отровала га је смоквама које је још на дрвету покрила отровом.

### Живот после Августа
Август је умро 14. године и након тога сенат га је деификовао. У тестаменту оставио је трећину имовине Ливији, а преостале две трећине наследнику Тиберију. Такође, адоптирао ју је у род Јулија чиме је Ливија стекла патрицијски статус и право на почасну титулу Августе. Захваљујући томе задржала је свој положај и престиж, сада под именом Јулија Августа.
У прво време чинило се да су Ливија и њен син Тиберије, нови принцепс, живели у слози. Цар је 20. године и нападе на своју мајку унео у закон о увреди величанства, а 24. године Ливија је добила почасно место у позоришту међу весталкама. Уживала је неформална али врло велика овлашћења по којима је могла да нареди хапшење особе оптужене за велеиздају. Временом, Тиберије је постао нерасположен према својој мајци, нарочито због гласина у јавности да је она та којој се имао захвалити за свој престо. На почетку владе, Тиберије је осујетио намеру римског сената да изгласа Ливији почасну титулу Mater Patriae мајке отаџбине. Титула је представљала новину у римском политичком животу и женску верзију титуле Pater Patriae Отац Отаџбине коју су некада носили Цицерон, Јулије Цезар и сам Август. У овом случају треба ипак узети у обзир да је Тиберије доследно одбијао титулу оца отаџбине као и све друге почасти које је сматрао претераним и исувише ласкавим.
Историчари Тацит и Касије Дион приказали су Ливију као утицајну, па и доминантну удовицу, спремну да се умеша у Тиберијеве државничке послове. Два добро позната случаја била су случај Ургуланије, која је као Ливијина пријатељица избегла учешће у једном судском процесу,, и Мунатије Планцине, супруге Гнеја Калпурнија Пизона, наводног тровача Тиберијевог посинка Германика, која је такође захваљујући пријатељству са Августом преживела оптужницу на рачун свог супруга. У оба случаја у јавности је остао горак укус да су пријатељи моћне Ливије изнад закона. По белешки из 22. године Јулија Августа је у центру Рима подигла статуу Августа а на натпису на бази кипа је своје име ставила изнад Тиберијевог.
Антички историчари су Тиберијеву одлуку да се 27. године повуче из Рима на острво Капри приписали његовој немогућности да више поднесе Ливијину близину. Све до 22. године по Тацитовим речима "владала је хармонија између мајке и сина или пак мржња добро прикривена." Када је Ливија 22. године пала у кревет услед болести, Тиберије је похрлио у Рим како би био уз њу. Међутим, када се озбиљно разболела и нашла на самрти, Тиберије је остао на Каприју изговарајући се презаузетошћу државничким пословима, мада је послао Гаја Калигулу да одржи посмртни говор. Светоније је доцније записао да "када је умрла... након вишедневног одлагања, током којих је Тиберије ширио наду да ће се појавити, најзад је покопана пошто је стање тела тако захтевало". Тиберије је такође ускратио својој мајци божанске почасти и тако је перверзно уживао у томе да је лиши њених тајних амбиција. Касније је такође онемогућио сенату да изгласа све планиране посмртне почасти Ливији и није дозволио извршење њеног тестамента.
Тек тринаест година касније, 42. године, у време владавине Ливијиног унука Клаудија, све уобичајене почасти су најпосле уведене и Ливија је деификована. Као божанска Августа (Diva Augusta) Ливија је почаствована запрегом слонова која је њену статуу вукли у колима пре свих јавних приредби, организацијом трка четворопрега и постављањем њене статуе у Августовом храну одмах поред његове. Такође, жене су почеле да полажу заклетву са њеним именом.
Ливијин пепео положен је у августовом маузолеју где је остао све до пљачке Рима, 410. године.
Ливијина вила у римском предграђу Прима Порти тренутно се ископава. Чувени мозаици из виле данас се могу видети у Националном музеју у Риму. Једна од најпознатијих статуа Августа, Август из Прима Порте, пронађена је управо у Ливијиној вили. 

## Ливијина личност
Иако бележе разне гласине о Ливији, антички извори је у глобалу приказују као поноситу жену владарских атрибута, верну свом супругу цару, коме је била достојан партнер, увек трезвена и достојанствена. Повремено је са савршеном вештином је знала да искорачи из улоге супруге, мајке, удовице и наследнице супруговог богатства. Касије Дион је забележио две анегдоте које осликавају Ливијин карактер: "Једном, група нагих мушкараца је случајно пресрела царицу и заузврат су били осуђени на смрт. Ипак, спасила им је животе тврдећи да за честиту жену такви мушкарци нису нимало другачији од статуа. Када ју је неко упитао како је стекла тако доминантан утицај на Августа, одвратила да је то успела тако што је увек лично била честита, да је радо чинила шта год је требало како би га задовољила, не уплићући се у његове послове и, нарочито, претварајући се да не чује или не примећује љубимице његове страсти."
Временом, удовиштво, охолост и отворена жудња за моћи као и јавне клопке њеног повлашћеног статуса изашле су на видело. Ливија је увек била највећи поклоник опште климе ласкања коју се Август упорно трудио да створи, а коју је Тиберије презирао (снажан презир према почастима"). Од 24. године када год би посећивала позориште, имала је резервисано место међу весталкама, мада је ово могла бити више почаст за весталке него за царицу (упореди Овидије, Tristia, 4.2.13f, Epist.Ex Ponto 4.13.29f.).
Ливија је играла главну улогу у формирању њених синова Друза и Тиберија. Било би интересантно знати каква је била њена улога у разводу од првог мужа 39. /38. године п. н. е., као и у Тиберијевом разводу од Випсаније 12. п. н. е. Да ли је имала пасивну или неутралну улогу у овим догађајима или је активно допринела Августовим жељама. Први развод је претворио Тиберија у посинка у Октавијановом дому, други му је оставио трајни емотивни ожиљак пошто је због династичких разлога морао да остави вољену супругу. Антички извори не пружају довољно детаља, али је врло могуће да је Тиберијева дубока антипатија према рођеној мајци била укорењена управо у ова два догађаја.

## Ливија у књижевности и популарној култури

### Античка књижевност
У Тацитовим Аналима Ливија је приказана као врло утицајна до те мере да је "... старог Августа потпуно имала под својом контролом до те мере да је свог јединог преосталог унука протерао на острво Планасију."
Ливијин лик често се појављивао на античком новцу и портретима, који су били главно средство царске пропаганде. Ливија је била и прва жена чији се лик појавио на новцу кованом у провинцијама, 16. п. н. е. Њен лик на новцу можемо хронолошки пратити захваљујући различитим фризурама, које не само да су биле израз тренутне моде, већ пре свега ширење идеала како би требало да изгледа традиционална римска жена.
Временом, Ливија је постала много више од лепе царице, како је описују у античким текстовима. Ливијин лик послужио је као јавна промоција идеалних женских квалитета које је промовисао Августов режим. Ливија је приказивана као идеализована мајка а постепено и божанска представа честитости.
Заједно са Августом, Ливија је активно промовисала поновно враћање старим републиканским вредностима. Сама Ливија успоставила је пример који ће касније следити супруге и мајке царева. 
Ливија је свакако била једна од најмоћнијих жена у римској историји. Иако је њена моћ била углавном незванична и скривена, сам њен углед у друштву, раширена мрежа клијената и огромно богатство омогућили су јој да врши велики утицај на римску политику.

### Савремена култура
У популарном историјском роману Ја, Клаудије енглеског писца Роберта Гревса Ливија је приказана као мајстор политичких интрига, потпуно посвећена довођењу свог сина Тиберија на трон и надзирању новог цара. Поред тога, Гривс је осликава и као главног кривца за смрт или пад унутар династије Јулијеваца-Клаудијеваца све до њене смрти. У чувеној британској серији Ја, Клаудије (BBC, 1976) улогу Ливије је сјајно одиграла велшка глумица Шон Филипс.
Поред неколико популарних телевизијских серија, Ливијин лик често се појављује у романима историјске фикције. Ливија је углавном приказана као лукава, способна и амбициозна жена. 